# 白金工作室
白金工作室是由三上真司、神谷英樹、稻葉敦志所設立的SEEDS以及三並達也所設立的ODD合併而成，為一間製作家用電子遊戲機軟體的公司。

## 歷史
2007年10月，白金工作室成立，由三並達也於2006年2月創立的ODD和前CAPCOM的四叶草工作室員工於2006年8月組成的SEEDS工作室合併而成，後者成員有三上真司、稻葉敦志和神谷英樹等。這些人物過往分別專注於為CAPCOM創作長青系列與全新遊戲品牌，但後來各自因為厭倦漫無止境的續作和沒有高銷量作品推動的原因，而在營運方針上與母公司存在分歧，導致他們先後離開。因此，及後白金工作室的營運宗旨，很大程度延續了推舉全新創作的理念。
2008年至2011年，工作室與世嘉簽訂了四部原創主機遊戲的全球發行協議，當中《魔兵驚天錄》和《完全征服》的激烈戰鬥元素兼得口碑和銷量，讓工作團隊在玩家之間留下深刻印象。而三上真司在完成最後一部預定遊戲後就著需要更大製作自主權，而於2010年離開並自行創立Tango Studio（現稱Tango Gameworks）。
2011年，小島秀夫邀請工作室協助完成《潛龍諜影崛起 再復仇》的動作部分，為工作室第一次接觸外來品牌遊戲統包的製作。同時間，工作室首次和任天堂合作推出《神奇101》。作品雖受Wii U銷量疲弱拖累，但兩間公司仍因理念相近而繼續合作。任天堂更提供資金和商議資源，讓工作室成功遊說不願再投資發行的世嘉重啟《魔兵驚天錄2》的製作，但由於作品成為任天堂主機獨佔，結果令不少以PS3和Xbox 360遊玩前作的玩家有所爭議。此事件令更多玩家知曉遊戲發行商與製造商在擁有版權方面的差異（魔兵驚天錄系列版權仍屬於世嘉）。
2014年至2016年，尼克國際兒童頻道邀請工作室與原作編劇合作，統包製作三款改篇自其動畫作品的劇情動作遊戲，並由動視代理發行。同期，工作室與史克威爾艾尼克斯首度合作開發《尼爾：自動人形》，於2017年發售後因著高質素劇情和設計特色成為工作室當前銷量與口碑最高的作品，銷售所得亦讓工作突破長久以來財務一直勉強維持的局面。繼後，工作室又先後與Cygames和微軟工作室合作創作新品牌遊戲，但最終因為製作進度過慢而中止。
2018年，工作室首度開發手機遊戲《百鬼魔道》，由DeNA發行，惟不足一年便營運結束。2019年，工作室透露除了繼續為史克威爾艾尼克斯和任天堂開發作品外，短期內還會挑戰自主發行遊戲作品，並初步選定兩部正全力製作中的全新原創遊戲試驗。
2020年，工作室宣佈接受騰訊遊戲注資，強調自主性不受影響，但事件仍在廣泛玩家社群牽起爭議和顧慮。同年2月，工作室公布了《神奇101》的复刻版众筹计划，将移植到任天堂Switch、PlayStation 4和Windows平台；而经过原版权方任天堂的同意后，于同年5月《神奇101 复刻版》发售，该游戏成为白金工作室历史上首个由其自己发行的游戏。
2021年12月，佐藤贤一离任白金工作室社长职务，以顾问的立场继续参与公司运营。2022年1月，由原四叶草工作室社长、白金工作室副社长稻叶敦志就任白金工作室社长职务。
2022年7月19日，原任天堂销售策划和策略常务董事山根隆雄加入白金工作室並擔任副社长和品牌總監（CBO）职务。
白金工作室創始人之一神谷英樹於個人推特宣布於2023年10月12日离任副社长職務並離開公司。副社長職務繼續由山根隆雄擔任。

## 作品

### 已推出
| 游戏名称                          | 类型         | 首发时间       | 发售平台                                                 | 发行商                               | 參           |
| --------------------------------- | ------------ | -------------- | -------------------------------------------------------- | ------------------------------------ | ------------ |
| 瘋狂世界                          | 清版动作     | 2009年3月10日  | Wii                                                      | 世嘉                                 | [ 10 ]       |
| 無限航路                          | 角色扮演     | 2009年6月6日   | 任天堂DS                                                 | 世嘉                                 | [ 11 ]       |
| 猎天使魔女                        | 清版动作     | 2009年10月29日 | PlayStation 3、Xbox 360、Wii U Windows、任天堂Switch     | 世嘉 任天堂（Wii U和任天堂Switch版） | [ 12 ]       |
| 完全征服                          | 第三人称射击 | 2010年10月19日 | PlayStation 3、Xbox 360、Windows                         | 世嘉                                 | [ 13 ]       |
| 極度混亂                          | 清版动作格斗 | 2012年7月5日   | PlayStation 3、Xbox 360                                  | 世嘉                                 | [ 14 ]       |
| 潛龍諜影崛起：再復仇              | 动作砍殺     | 2013年2月19日  | PlayStation 3、Xbox 360、Windows                         | 科乐美                               | [ 15 ]       |
| 神奇101                           | 动作冒险     | 2013年8月23日  | Wii U                                                    | 任天堂                               | [ 16 ]       |
| 猎天使魔女2                       | 清版动作     | 2014年9月20日  | Wii U、任天堂Switch                                      | 任天堂                               | [ 17 ]       |
| 降世神通：珂拉傳說                | 清版动作     | 2014年10月21日 | PlayStation 3、PlayStation 4 Xbox 360、Xbox One、Windows | 动视                                 | [ 18 ]       |
| 變形金剛：毀滅行動                | 清版动作     | 2015年10月6日  | PlayStation 3、PlayStation 4 Xbox 360、Xbox One、Windows | 动视 索尼互动娱乐                    | [ 19 ]       |
| 星际火狐 零                       | 清版射击     | 2016年4月21日  | Wii U                                                    | 任天堂                               | [ 20 ]       |
| 忍者龜：曼哈顿变种                      | 清版动作     | 2016年5月24日  | PlayStation 3、PlayStation 4 Xbox 360、Xbox One、Windows | 动视                                 | [ 21 ]       |
| 尼爾：自動人形                    | 動作角色扮演 | 2017年2月23日  | PlayStation 4、Xbox One、Windows、任天堂Switch           | 史克威尔艾尼克斯                     | [ 22 ]       |
| 百鬼魔道（試運版）                | 动作冒险     | 2018年6月-9月  | Android、iOS                                             | DeNA                                 | [ 23 ]       |
| 异界锁链                          | 清版动作     | 2019年8月30日  | 任天堂Switch                                             | 任天堂                               | [ 24 ]       |
| 神奇101 复刻版                    | 动作冒险     | 2020年5月19日  | 任天堂Switch、PlayStation 4、Windows                     | 白金工作室                           | [ 5 ] [ 25 ] |
| 百鬼魔道                          | 动作冒险     | 2021年4月1日   | iOS、macOS（Apple Arcade）                               | 白金工作室                           | [ 26 ]       |
| 太陽巔峰戰機                      | 清版射击     | 2022年2月22日  | 任天堂Switch、PlayStation 4、Windows                     | 白金工作室 HAMSTER Corporation       |              |
| 巴比倫的殞落                      | 動作角色扮演 | 2022年3月3日   | PlayStation 5、PlayStation 4、Windows                    | 史克威尔艾尼克斯                     | [ 27 ]       |
| 猎天使魔女3                       | 清版动作     | 2022年10月28日 | 任天堂Switch                                             | 任天堂                               | [ 28 ]       |
| 蓓優妮塔 起源︰瑟蕾莎與迷失的惡魔 | 動作冒險     | 2023年3月17日  | 任天堂Switch                                             | 任天堂                               |              |

### 預定推出
| 游戏名称     | 类型         | 首发时间   | 发售平台                                | 发行商         | 參     |
| ------------ | ------------ | ---------- | --------------------------------------- | -------------- | ------ |
| 忍者龙剑传4  | 动作冒险砍杀 | 预计2025年 | Xbox Series X/S、PlayStation 5、Windows | Xbox游戏工作室 | [ 29 ] |
| Project G.G. | 待公布       | 待公布     | 待公布                                  | 待公布         |        |

### 取消
| 游戏名称       | 类型         | 狀況         | 发售平台             | 发行商     | 參     |
| -------------- | ------------ | ------------ | -------------------- | ---------- | ------ |
| 龍鱗化身       | 动作冒险     | 取消开发     | Xbox One、Windows 10 | 微软工作室 | [ 30 ] |
| 碧藍幻想Relink | 動作角色扮演 | 開發合約終止 | PlayStation 4        | Cygames    | [ 31 ] |

## 備註
1. ↑  Wii U版同《猎天使魔女2》在2014年捆绑发售
2. 1 2  Windows版在2017年于Steam网络商店发售
3. ↑  PlayStation 4版本的中国大陆行货由索尼互动娱乐代理发行
4. ↑  游戏在2014年公布，2017年1月宣布取消。
5. ↑  遊戲在2016年公布，2019年2月宣布終止開發合約，遊戲交回給Cygames開發。

## 外部連結
- 《白金工作室》官方網站 （页面存档备份，存于）（日語）
- 《白金工作室》官方網站 （页面存档备份，存于）（英文）